# Shiraz
Denne artikel omhandler byen Shiraz, for druen shiraz, se Syrah.
Shirāz (persisk: شیراز Shīrāz) er en by i Zagros-bjergene i den sydvestlige del af Iran. Byen er provinsen Fars' hovedby. I 2016 havde Shiraz 1.810.000 indbyggere.
Shiraz er en ældgammel by og har været Irans hovedstad flere gange. Senest var den Persiens hovedstad under zand-dynastiet fra 1750 til 1781 og hovedstad i det sydlige Iran fra 1781 til 1794 under safaviderne.
Shiraz er kendt for digte, vin og roser. Byen har et moderat klima og har været et regionalt handelscenter i mere end 1.000 år.
Der er flere grupper af kurdere, der bor i Shiraz, deriblandt Karuni.
Den ældgamle by Shiraz er meget berømt og kendt som "Irans poetiske hovedstad", da to store digtere, Sa'di (1209-1291) og Hafez (1324-1391), stammer fra byen. Mange turister og iranere besøger deres gravplads for at høre og læse deres smukke poesi. I 2017 var der 712.000 turister ved Hafez' gravplads. Byen er også kendt for sit Pars Museum, roser, sin gode vin og for at have været et handelscenter i mere end 1000 år.
I byen Shiraz ligger Bagh-é Eram (Paradisets have). Her ligger et smukt palads, hvor man kan finde alle slags blomster. De smukke mønstrede vægge stammer fra den tid, hvor Shah Abbas den mægtige levede (1571-1629). Derudover er Shiraz kendt for Seyed Amir Ahmad's gravsted "Shah Cheragh", fordi han var Imam Rezas' bror (den ottende Imam). Det hellige gravsted ser meget smukt ud om aftenen, hvis man går udenfor og kigger på det. Templet er dækket med lys, der får det til at se magisk ud. Det er et meget betydningsfuldt sted for muslimer, og selvom man ikke er muslim, er man velkommen til at komme ind og se templet indefra, hvis man har bedt om lov, og kvinderne er passende klædt.

## Personer fra Shiraz
- Báb eller Siyyid ’Alí Muḥammad Shírází († 1850)